# I bari
I bari è un dipinto a olio su tela di 94×131 cm realizzato nel 1594 dal pittore italiano Caravaggio.
È conservato nel Kimbell Art Museum di Fort Worth, che lo ha acquistato nel 1987 a Zurigo da un collezionista privato.
Il quadro godette di notevole fortuna e fu soggetto di numerose copie da parte degli artisti contemporanei, oltre a garantire notorietà a Caravaggio tra gli aristocratici romani: il committente fu infatti il cardinale Francesco Maria Del Monte, il cui stemma è dipinto sul retro.
Nel 2007 è stata riconosciuta come autentica una versione precedente del dipinto (I bari), appartenuta al collezionista e storico d'arte Denis Mahon e attualmente conservata nel Museo dell'Ordine dei cavalieri di San Giovanni di Clerkenwell (Londra).

## Descrizione e stile
Il quadro mette in scena una truffa. Un giovane ingenuo sta giocando a carte con un suo coetaneo il quale in complotto con un suo compare più anziano trucca il gioco delle carte. Tutti i personaggi sono in piedi attorno ad un tavolo ricoperto da una raffinata tovaglia damascata. La pittura è precisa e descrittiva in accordo con la filosofia artistica del Caravaggio.
Si tratta con molta probabilità di uno dei primi quadri picareschi del Caravaggio. Addirittura Freidlander ha affermato che i Bari siano l'illustrazione di un passo delle Novelas ejemplares di Cervantes. Altri, come Barry Wind, hanno voluto vedere in quest'opera del Caravaggio un misto tra romanzi picareschi, la commedia teatrale e le scene di genere fiamminghe. Paleotti invece associa gli imbroglioni con "I Bravi" personaggi tipici delle commedie dell'arte di tardo Cinquecento. Frommel riconduce i Bari ad un tema molto caro a Caravaggio, quello della giovinezza: infatti il giovane che sta per essere imbrogliato simboleggia il giovane ingenuo e sprovveduto che viene raggirato dalla controparte pericolosa. Infine il Marini rilegge il quadro in chiave cristiana, trovando un collegamento con la Parabola del figlio prodigo, il giovane che abbandona la famiglia per le avventure e che si ritrova in circostanze sconvenienti.
È facile rintracciare nei Bari l'influenza della pittura veneta: Pevsener trova molte somiglianze tra i gruppi dei giocatori di carte del Caravaggio, con i soldati a tavola nella Cena in casa del fariseo di Romanino.
Pochi artisti hanno saputo rendere la concentrazione in modo più convincente: il giovane ingenuo così intento a scegliere la carta, l'altro in vigile attesa del momento buono per barare. Altamente drammatico nell'azione esso è un capolavoro di modellatura, disegno e uso della luce. È un tipico dipinto di estrazione veneta di tre figure. Due di esse fremono d'impazienza, tanto più che il giovane contro il quale essi complottano sembra non sappia porre fine alle sue profonde riflessioni. L'ingenuo è vestito di velluto scuro e decorazioni nere mentre i bari hanno vesti variopinte.
Il contrasto tra le vesti dei tre personaggi testimonia una diversità di classe sociale. La parete, usata come sfondo, è colpita da un fascio di luce che proviene da una finestra posta in alto a sinistra e mette in luce, oltre ai personaggi, l'angolo di intersezione dei muri perimetrali della stanza. La tela, oltre ad essere un capolavoro è un caposaldo della pittura e segna, per il soggetto descritto e la sua teatralità, un confine definitivo con il manierismo del Cinquecento. Per la prima volta una scena è dipinta con i soggetti rappresentati di tre quarti. E per la prima volta viene colto l'attimo. Il dipinto ha una tensione teatrale che si percepisce perfettamente guardando il volto del baro anziano che è quella di un attore in scena. I suoi guanti rotti gli forniscono un tratto comico come quelli dei pagliacci (matrice picaresca). È un ritratto molto particolare e molto famoso.
La resa della tensione dei due bari è notevole, tutto in loro è pronto a spiccare un balzo; gli sguardi, le orecchie tese in ascolto, così come i muscoli. Il giovane sprovveduto è invece rappresentato rilassato, calmo e mollemente appoggiato sul tavolo. Egli è in procinto di giocare la sua carta, e proprio per questo i due bari sono protesi fisicamente verso il suo corpo. Le due figure costituiscono così quasi un contenitore che avvolge l'ingenuo. Egli sembra essere fagocitato dai due bari, e non si otterrebbe lo stesso effetto se il braccio del baro giovane non fosse trasversale alla vista quasi a racchiudere spazialmente il truffato. In contrapposizione l'ingenuo è rannicchiato su sé stesso, non in senso difensivo, ma solo per trasmettere la sensazione di non essere all'altezza della situazione.
Il pugnale che pende dalla cinta del baro giovane serve ad informare l'osservatore del carattere malandrino dei due ceffi. Tutto nel dipinto sembra sovrastare l'ingenuo, come ad esempio il livello degli occhi dei bari che si trovano in un piano superiore rispetto a quelli del soggetto truffato, rivelando indiscutibilmente l'innata e straordinaria capacità di descrizione psicologica di Caravaggio. Nel dipinto per entrambi i bari l'autore ci mostra di essi un solo occhio. Una radiografia mostra che il Merisi dipinse il volto del baro anziano con entrambi gli occhi per poi pentirsi e coprire il destro con la falda del cappello dell'ingenuo. Per accentuare l'annullamento tra lo spazio reale e lo spazio dipinto, in molti quadri Caravaggio inserisce un elemento che sembra voler penetrare nello spazio fisico dello spettatore, facendo da "ponte" fra le due realtà. Nell'opera in esame l'elemento per questo artificio è rappresentato dallo spadino appeso alla cinta del giovane baro.
La partita in corso fra i tre attori sulla scena è giocata con un mazzo di carte genovesi e il gioco in questione è lo zarro, un gioco di origine persiana che nel rinascimento era stato bandito dal Duca di Milano Francesco Sforza con un editto del 1531 in quanto si riteneva fosse socialmente pericoloso. Nel gioco dello zarro vi era un mazzo di venti carte; ogni giocatore ne possedeva cinque e i punti da effettuare erano molto simili a quelli del poker ma molto più limitati. Infatti gli unici punti previsti erano: la coppia, il tris e il colore (carte tutte dello stesso seme). Ora consideriamo le carte visibili sulla scena. In tavola si trova un 4 di quadri. Sulla schiena del baro, sono ben visibili altre due carte: un 7 di cuori e un 6 di fiori. Il giovane ingenuo è evidentemente preso nel guardare le proprie carte, ciò denota che è il suo turno e sta valutando la sua prossima mossa. Il gregario del baro alle sue spalle scruta abilmente le sue carte e segna, con le dita della mano destra leggermente aperte il numero 3.
Il giovane baro, affidandosi alla segnalazione del suo complice, sta prelevando da dietro la sua schiena il 6 di fiori, con l'intento di sostituirlo con una delle sue stesse carte. Il quattro di quadri sui tavoli è stato palesemente appena giocato dal baro; il suo compare gli fa sapere che il suo giovane avversario ha in mano un tris, che nel gioco dello zarro è sicuramente un punto molto alto; la sua espressione infatti è un misto di furtività, di sorpresa e preoccupazione. L'espressione del giovane baro però non sembra minimamente turbata, anzi sembra attendere con evidente sicurezza la mossa dell'avversario perché egli sa perfettamente che vincerà. Quel 6 di fiori gli servirà infatti per completare il suo punto vincente, superando il tris con un colore appunto, di fiori.
L'imbroglione è rappresentato di spalle, permettendo così allo spettatore di notare che sta estraendo alcune carte dalla tasca posteriore; dietro il tavolo c'è il giocatore; ancora più lontano si trova il "bravo", intento a spiare le carte del giocatore.
I tre personaggi compongono un triangolo nel quale la scatola con i dadi contribuisce ad aumentare la spazialità della raffigurazione creata dall'incrocio di sguardi.
L'atmosfera è luminosa in accordo con la pittura veneta.
Notevole è la rappresentazione dei minimi particolari, tanto nel backgammon, frammento di natura morta, quanto nel guanto usurato del baro e nelle piume del copricapo dell'imbroglione.
Questa scena, così teatrale, descrittiva e realistica contiene tuttavia un monito morale, una condanna del malcostume, in particolare del vizio del gioco. Non si tratta dell'unico monito contenuto implicitamente in un dipinto, un altro esempio è dato dalla Buona ventura, per quanto riguarda la condanna di coloro che vorrebbero venire a conoscenza della propria sorte non rispettando l'imperscrutabilità della volontà divina.
Questa chiave di lettura potrebbe essere sviluppata fino a ribaltare i rapporti di forza tra i personaggi; in tal senso i bari, costretti a un confronto impari contro la sorte, assumono di fatto tensioni spiccatissime; praticamente teatrale nel baro anziano, tale tensione sfocia quasi nell'inquietudine nel baro giovane. Nello stesso senso, la figura del giovane truffato sembra avvalersi di una serenità apparentemente ingiustificata, non ingenua, ma temibile.